# Donzell llancer
El donzell llancer (Coenagrion hastulatum) és una espècie d'odonat zigòpter de la família Coenagrionidae. L'espècie està molt estesa i és comuna al nord d'Euràsia, però es limita a llocs elevats o pantans cap a l'oest i el sud. A la Gran Bretanya, és limitat a uns quants petits llacs a Escòcia. És present a Catalunya.
Fa 31-33 mil·límetres de llargada. La part específica del nom científic, hastulatum, del llatí hastula (petita llança), es deu a la marca distintiva que té en el segon segment de l'abdomen que s'assembla a una llança.

## Galeria

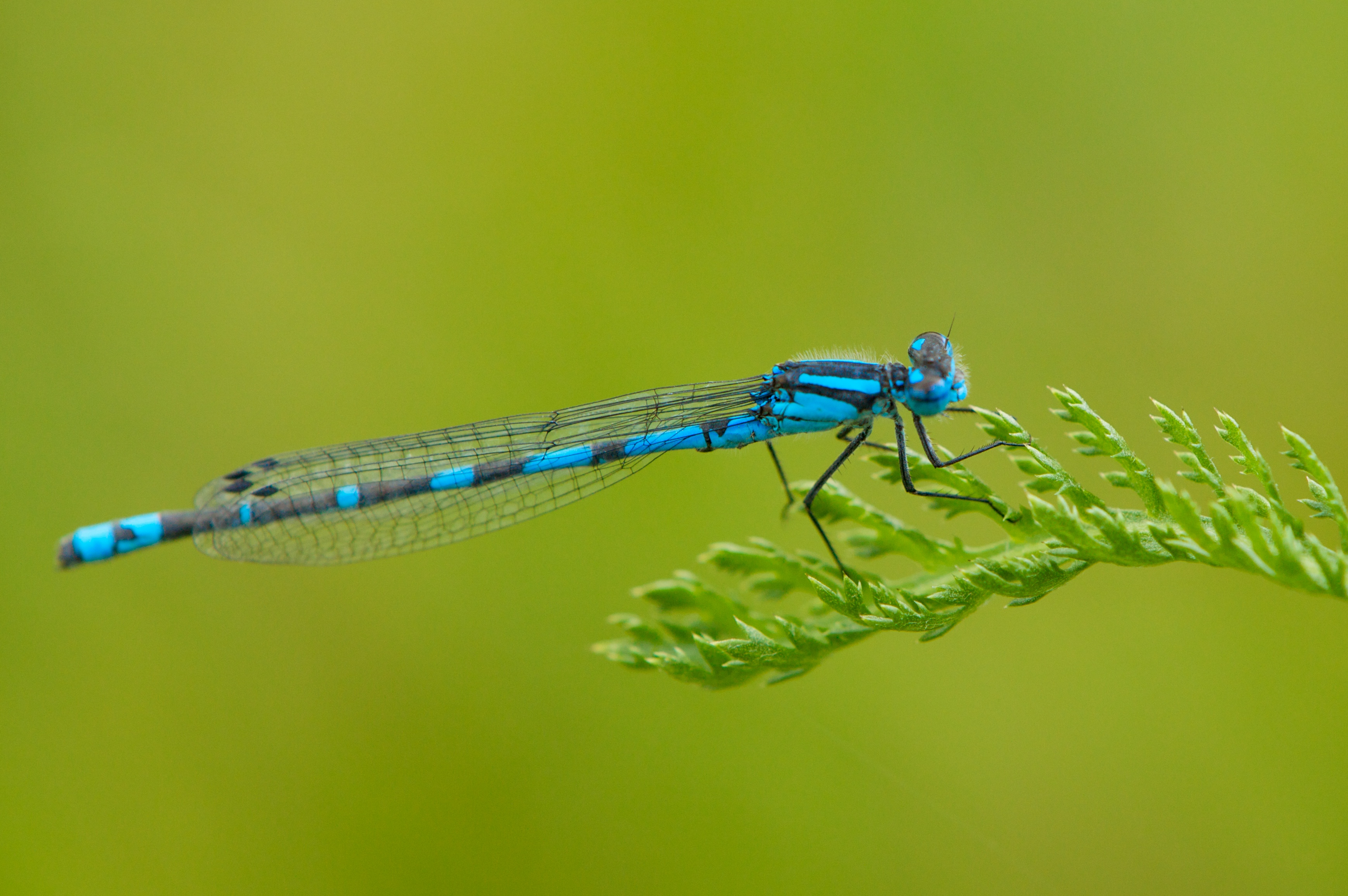
Coenagrion hastulatum mascle
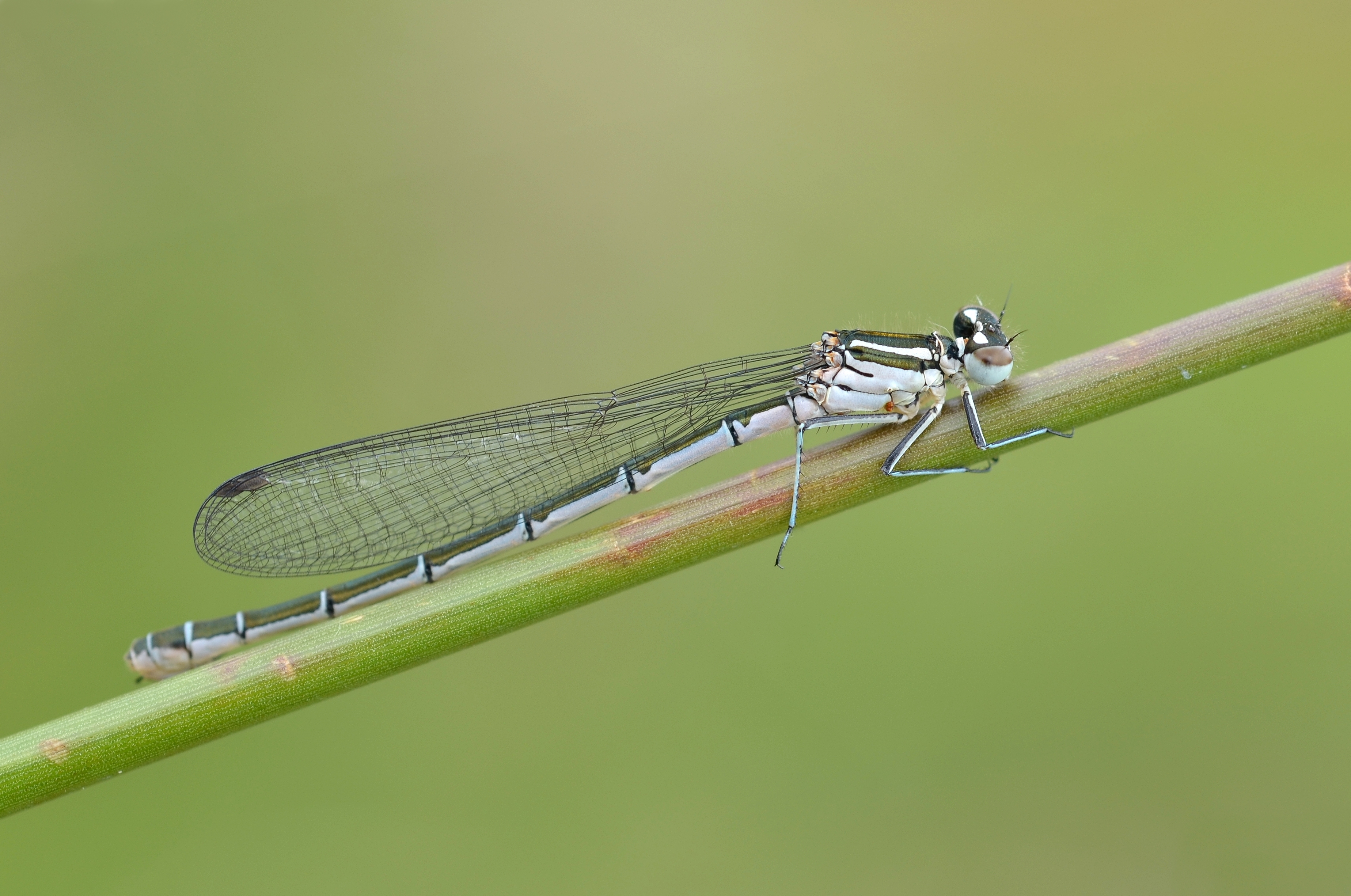
Coenagrion hastulatum femella